# Hennadij Kernes
Hennadij Adolfowycz Kernes, ukr. Геннадій Адольфович Кернес (ur. 27 czerwca 1959 w Charkowie, zm. 17 grudnia 2020 w Berlinie) – ukraiński polityk żydowskiego pochodzenia, doktor administracji publicznej, mer Charkowa (od 18 marca 2010 roku do swojej śmierci), wcześniej członek rady miasta Charkowa (funkcję tę pełnił przez trzy kadencje) oraz biznesmen; określany jako oligarcha.
28 kwietnia 2014 roku, podczas przejażdżki rowerowej, został postrzelony z broni palnej przez niezidentyfikowanego napastnika. Jego stan był oceniany jako ciężki. Po zakończonym pomyślnie leczeniu w klinice w Izraelu, gdzie został przewieziony po zamachu, 17 czerwca 2014 powrócił do Charkowa i po pewnym czasie powrócił do pełnienia obowiązków.
Przez długi okres pełnienia funkcji publicznych zachowywał mocno prorosyjski kurs polityczny; był również zwolennikiem prezydenta Ukrainy Wiktora Janukowycza. Po jego ucieczce do Rosji również Kernes schronił się tamże, jednak szybko powrócił do Charkowa. Po uformowaniu się nowego rządu, Kernes udzielił mu poparcia, zachowując stanowisko mera Charkowa. Nie do końca jednak zmienił swoją politykę – dwa miesiące przed zamachem na jego życie był oskarżany przez prozachodnich liderów Ukrainy o promowanie separatyzmu. Służba Bezpieczeństwa Ukrainy wszczęła nawet postępowanie przeciwko niemu, oskarżając go o podsycanie nastrojów separatystycznych. Uważa się jednak, że w ostatnich tygodniach przed zamachem złagodził swoje stanowisko, popierając integralność terytorialną Ukrainy. Zdaniem niektórych politologów dzięki postawie cieszącego się autorytetem charkowskich elit Kernesowi w mieście przez niego zarządzanym separatyści nie zdołali zająć budynków instytucji państwowych, w przeciwieństwie do sytuacji, jaka ma miejsce w Doniecku, czy Ługańsku. W połowie marca zwolennicy separatyzmu co prawda opanowali siedzibę rady obwodowej w Charkowie, jednak szybko zostali z niej wyparci przez milicję.

## Życiorys
Urodził się w żydowskiej rodzinie: jego ojcem jest Adolf Łazarewicz Kernes (1934–2012), a matką Anna Abramiwna Kernes (ur. 1935). Ma siostrę. W 1976 roku ukończył szkołę średnią nr 76 w Charkowie. Po szkole został zwolniony z wojska ze służby wojskowej na podstawie artykułu 7-B (schizofrenia).
Edukację kontynuował na Narodowej Akademii Prawnej Ukrainy im. Jarosława Mądrego (ukr. Національна юридична академія України ім. Ярослава Мудрого), na której studiował prawo oraz na Państwowym Uniwersytecie Ekonomicznym w Charkowie (ukr. Харківський державний економічний університет), który ukończył z tytułem magistra administracji publicznej.
Był żonaty z Oksaną Gaysinską, córką byłego zastępcy prokuratora generalnego Ukrainy, byłego prokuratora Kijowa Yuriya Gaysinskiego.
Przed rozpoczęciem kariery politycznej, Kernes stał na czele zorganizowanej grupy przestępczej operującej w regionie charkowskim. Był karany za kradzież i oszustwo.
Przed podjęciem pracy w samorządzie lokalnym zajmował się biznesem, będąc między innymi prezesem zarządu dużej spółki. W 1998 roku został wybrany do rady miasta Charkowa w 23 okręgu wyborczym. W radzie miejskiej założył i przewodniczył opozycyjnej, nieformalnej grupie „Nowy Charków – nowe możliwości”, które przeciwstawiała się ówczesnym władzom. W wyborach samorządowych w 2002 roku otrzymał poparcie ponad 90% wyborców w okręgu.
Od 11 kwietnia do 28 maja 2002 roku pełnił funkcję sekretarza rady miejskiej w Charkowie.
W 2004 roku udzielił poparcia dla pomarańczowej rewolucji.
W 2005 roku wstąpił do Partii Regionów. Rok później prowadził kampanię wyborczą na stanowisko burmistrza dla swojego przyjaciela i współpracownika Mychajła Dobkina, który wygrał wybory. Sam Hennadij Kernes został natomiast sekretarzem rady miasta Charkowa. Funkcję tę pełnił od 26 marca 2006 do 24 listopada 2010 roku.
18 marca 2010 roku Mychajło Dobkin stanął na czele Charkowskiej Obwodowej Administracji Państwowej. W tym samym dniu Hennadij Kernes został mianowany pełniącym obowiązki mera Charkowa. Funkcję tę pełnił do wyborów samorządowych, które odbyły się w październiku tego samego roku. 31 października 2010 roku został wybrany merem Charkowa. W wyborach otrzymując 30,09% głosów (głos za oddało 130 352 wyborców) wyprzedził najbliższego rywala, kandydata opozycji Arsena Awakowa, na którego głosowało 29,46% wyborców (127 608 głosów). 24 listopada 2010 został zaprzysiężony i zaczął pełnić obowiązki związane z piastowanym urzędem. Jako mer Charkowa dał się poznać z bardzo szerokich reform, z wkładu w rozwój miasta oraz działalności charytatywnej.
28 sierpnia 2013 obronił pracę doktorską na temat: „Mechanizmy oddziaływania elit samorządowych na administrację publiczną Ukrainy” (ukr. Механізми впливу регіональної еліти на державне управління України).
22 lutego 2014 w Charkowie odbył się wiec prorosyjskiej organizacji „Front Ukraiński”. Zgromadzeni zadeklarowali wzięcie odpowiedzialności za ochronę porządku konstytucyjnego na terytorium południowo-wschodniej Ukrainy. Twierdzili, iż wydarzenia w Kijowie doprowadziły do paraliżu władzy centralnej i destabilizacji państwa. Organizatorzy wiecu opowiadali się za wprowadzeniem federacji z pół autonomicznymi regionami na Ukrainie. Głównymi przedstawicielami tej propozycji byli gubernator obwodu charkowskiego Mychajło Dobkin oraz mer Charkowa – Hennadij Kernes. W wyniku tego Służba Bezpieczeństwa Ukrainy wszczęła postępowanie przeciwko tym politykom, oskarżając ich o podsycanie nastroi separatystycznych.
28 kwietnia 2014 roku w czasie jazdy rowerem w północnej części Charkowa został postrzelony z broni palnej przez niezidentyfikowanego strzelca, który strzelał od tyłu (strzał padł z pobliskiego lasu). Około 11:30 czasu lokalnego został przetransportowany do szpitala w Charkowie. Po trwającej dwie godziny operacji lekarz opiekujący się Kernesem powiedział, iż jego stan jest poważny, co ma bezpośredni związek z tym, iż ma uszkodzoną przeponę; uszkodzeniu uległy również organy wewnętrzne – kula przebiła płuco i wątrobę.
29 kwietnia 2014 roku zastępca mera Charkowa ds. Zdrowia i Opieki Społecznej Swietłana Gorbunowa-Ruban potwierdziła informację o przewiezieniu Kernesa do Izraela, co związane jest z dużym doświadczeniem izraelskich lekarzy w leczeniu ciężkich ran postrzałowych.

## Odznaczenia
- Order „Za zasługi” III kl. (2012)[26]

## Życie osobiste
Miał troje dzieci. Był zwolennikiem zdrowego stylu życia. Czynnie uprawiał sport (jego pasją były biegi przełajowe).